# María Pinto
María Pinto est une ville et une commune du Chili de la Province de Melipilla, elle-même située dans la région métropolitaine de Santiago. En 2016, sa population s'élevait à 13 066 habitants. La superficie de la commune est de 395 km2 (densité de 33 hab./km2). María Pinto est située à une quarantaine de kilomètres à l'ouest de la capitale Santiago dans la région centrale du Chili. La commune est traversée par le rio Puangue, un affluent du rio Maipo.